# Назарьевка
Наза́рьевка — малая река на юге района Савёлки города Зеленограда, правый приток Сходни. Своё название получила от бывшей деревни Назарьево.
Длина реки в весеннее время составляет два километра, постоянное течение в низовьях — 400 метров. Исток расположен в микрорайоне Фирсановка города Химки. Водоток пересекает Октябрьскую железную дорогу и проходит на северо-запад по лесной территории. Далее река протекает 900 метров в восточном направлении, между лесом и городом. Постоянное течение устанавливается возле Назарьево, недалеко от устья. Впадает в Сходню южнее района Савёлки.
Назарьевка сходна с речкой Горетовкой: она начинается за территорией Зеленограда, также протекает в восточном направлении и впадает в Сходню с правой стороны вне города. По правому берегу, как и у Горетовки, растёт ельник, а по левому — открытые пространства и сельские поселения.